# Shedrack Korir
Shedrack Kibet Korir (14 dicembre 1978) è un ex mezzofondista keniota, medaglia di bronzo nei 1500 metri piani ai mondiali di Osaka 2007.

## Palmarès
| Anno | Manifestazione      | Sede    | Evento       | Risultato | Prestazione | Note |
| ---- | ------------------- | ------- | ------------ | --------- | ----------- | ---- |
| 2006 | Mondiali indoor     | Mosca   | 3000 m piani | 5º        | 7'47"11     |      |
| 2006 | Campionati africani | Bambous | 1500 m piani | 7º        | 3'48"16     |      |
| 2007 | Mondiali            | Osaka   | 1500 m piani | Bronzo    | 3'35"04     |      |

## Campionati nazionali
2006
- Oro ai campionati kenioti, 1500 m piani - 3'36"7

## Altre competizioni internazionali
2005
- 6º alla World Athletics Final ( Monaco), 3000 m piani - 7'40"97

2006
- 7º alla World Athletics Final ( Stoccarda), 1500 m piani - 3'34"34
- 5º alla World Athletics Final ( Stoccarda), 3000 m piani - 7'40"05

2007
- 10º alla World Athletics Final ( Stoccarda), 1500 m piani - 3'47"05
- Bronzo al Golden Gala ( Roma), 1500 m - 3'31"18
- Oro al Melbourne Track Classic ( Melbourne), 1500 m piani - 3'37"37

2008
- Bronzo all'ISTAF Berlin ( Berlino), 1500 m piani - 3'31"39

2009
- 12º alla Carlsbad 5000 ( Carlsbad), 5 km - 14'01"

2016
- Bronzo alla Chemususu Half Marathon ( Chemususu) - 1h09'13"

2017
- Oro alla Laayoune Half Marathon ( El Aaiún) - 1h02'10"

2018
- Bronzo alla Moshi Kilimanjaro Half Marathon ( Moshi) - 1h03'34"
- Oro alla Astana 10 km ( Astana) - 30'52"

2020
- 23º alla Moshi Kilimanjaro Half Marathon ( Moshi) - 1h09'30"